# Andréievskoie
Andréievskoie (en rus: Андреевское) és un poble de l'óblast de Vladímir, a Rússia, segons el cens del 2010 tenia 783 habitants. Pertany al districte municipal de Iúriev-Polski.